# Karl-Heinz Sonne
Karl-Heinz Sonne (* 3. Juni 1915 in Bochum; † 2. November 1997 in Gmund am Tegernsee) war ein deutscher Manager, der von 1944 bis 1965 für von der Familie Quandt kontrollierte Firmen, insbesondere von 1962 bis 1965 bei BMW, agierte und danach bis 1975 Vorstandsvorsitzender der Klöckner-Humboldt-Deutz AG war.

## Leben
Der Sohn des Geschäftsführers einer Bochumer Trambahngesellschaft studierte in Berlin, wurde Diplomkaufmann und promovierte.

## Wirken
Sonne ging im Anschluss zum Berliner Elektrounternehmen Gesfürel-Konzern, in dem er bald als Direktionsassistent eingesetzt wurde. Es folgten ein Jahr bei den Norddeutschen Kabelwerken in Berlin-Neukölln und drei Monate bei den Isar-Amper-Werken in München. Von Mai 1940 bis Dezember 1943 war er kriegsdienstverpflichtet. Danach war er ein Jahr lang bei einer Kriegs-Treuhandgesellschaft in Berlin. Während des Krieges diente er fast drei Jahre im Oberkommando der Wehrmacht als Preisprüfer. 1944 wurde Sonne, der aus Gesundheitsgründen zur Fliegertauglichkeitsprüfung nicht zugelassen worden war, für die Quandt-Gruppe freigegeben, in der seine eigentliche Managerkarriere begann.
Im Quandt-Konzern hatte Sonne von März 1944 bis Oktober 1944 die kaufmännische Leitung eines Akkumulatorenwerkes in Wien inne, ehe er zur Concordia Elektrizitäts-AG (CEAG) nach Dortmund wechselte. Nach wenigen Jahren war er im Vorstand und wurde 1956 Vorstandsvorsitzer dieser größten Filter- und Staubabscheider-Fabrik des Kontinents.

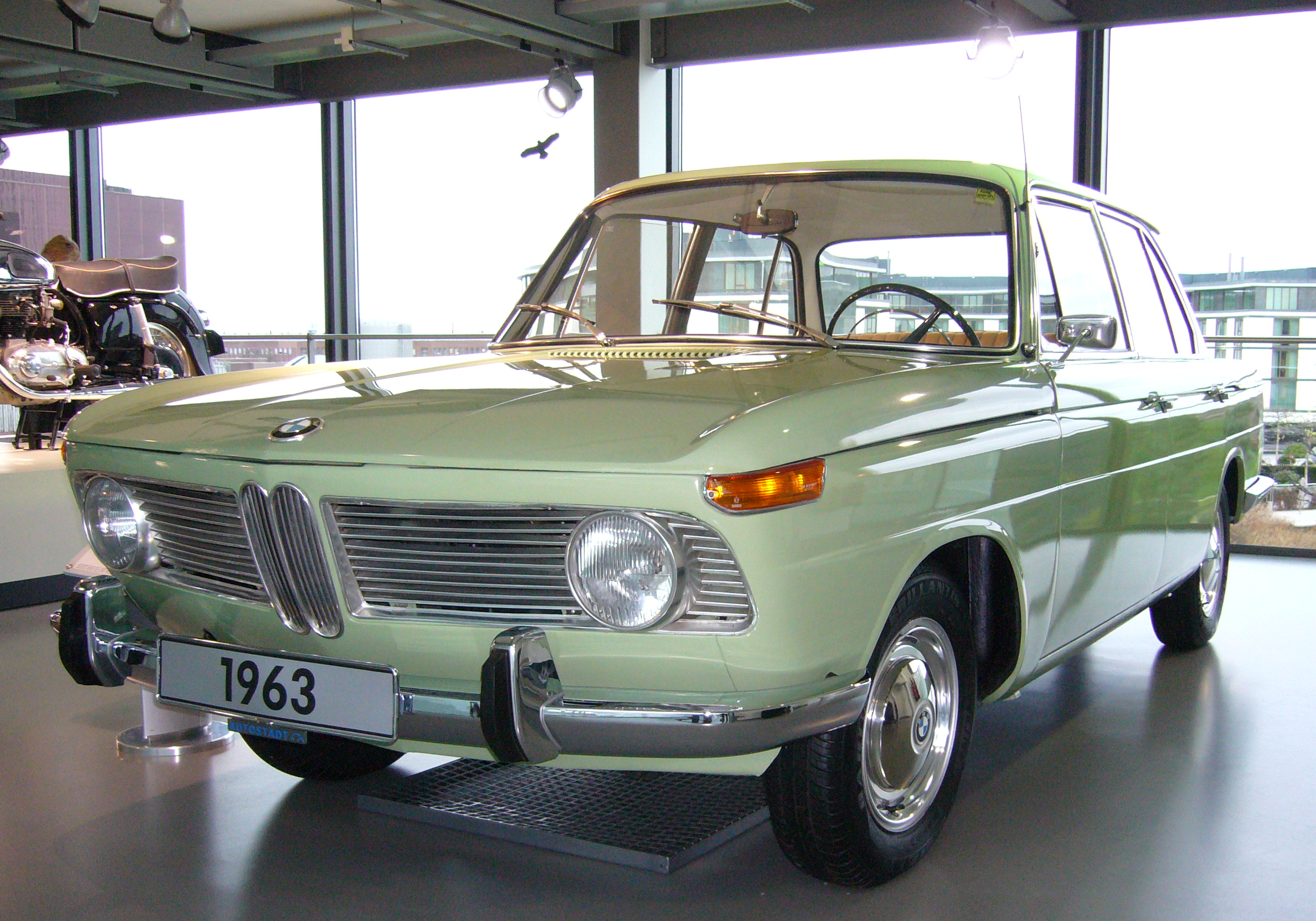
Neue Klasse: BMW 1500

1962 entsandte ihn Großaktionär Herbert Quandt als neuen Vorstandsvorsitzenden zur BMW AG nach München, obwohl er über keinerlei Erfahrung in der Autobranche verfügte. Unter seiner Ägide ging der bereits 1961 vorgestellte BMW 1500 der „Neuen Klasse“ im August 1962 in Produktion. Die Neue Klasse wurde insbesondere mit den Versionen BMW 1800, BMW 2000 und BMW 1600-2 zu einem großen Erfolg. Sonne bereitete den Verkauf der Flugmotorenfertigung und des Werks Allach an die MTU vor. In den drei Jahren bis zu seinem einvernehmlichen Abschied 1965 stieg der Umsatz von rund 245 auf 514 Millionen Mark und die Firma hatte zuletzt 10.000 Mitarbeiter. Gerhard Wilcke wurde zu seinem Nachfolger bestellt.
1965 wurde er von Großaktionär Günther Henle als Nachfolger des langjährig amtierenden Heinrich Jakopp als Chef der Klöckner-Humboldt-Deutz AG (KHD) in Köln mit rund 34.000 Mitarbeitern angeheuert. Innerhalb zweier Jahre gelang es Sonne, den zuletzt verlustierenden Konzern wieder in die Gewinnzone zu bringen. In seine dortige Zeit fällt die Konzentration von KHD auf das Geschäft mit Lastwagen und Omnibussen der Marke Magirus-Deutz, die Anfang der 1970er-Jahre rund 40 Prozent zum Konzernumsatz beitrugen und damit das mit Abstand wichtigste Geschäftsfeld von KHD waren. Anfang der 1970er Jahre verschlechterte sich allerdings das allgemeine Geschäftsumfeld für Nutzfahrzeuge, wofür unter anderem Wechselkurse und Überkapazitäten verantwortlich gemacht wurden. 1971 war für fast alle deutschen Lkw-Hersteller ein mageres Jahr: es kam zu einem Produktionsrückgang von etwas über acht Prozent im Durchschnitt und von über 26 Prozent bei Magirus-Deutz. 1972 ging es weiter bergab. KHD weihte aber dennoch optimistisch ein neues Montagewerk bei Ulm ein. Ca. 1971 betrug der Marktanteil bei Nutzfahrzeugen in Deutschland ca. 13,5 %, womit die Firma hier abgeschlagener Dritter hinter Daimler-Benz und MAN-Büssing war. Leidend war auch der Sektor Traktoren, Landmaschinen, Baumaschinen der aber unter 20 Prozent Anteil am Gesamtumsatz von KHD hielt. Eine der letzten wesentlichen Aktionen Sonnes war 1975 die Einbringung der Lkw-Fertigung in Iveco, ein Joint Venture mit Fiat, wofür es eine 20-%-Beteiligung an der neuen Entität gab. Im Juli 1975 übergab Sonne den Vorstandsvorsitz an Bodo Liebe, unter dem sich das Unternehmen vollends dem Siechtum hingeben sollte.